# Ayhan Demir
Ayhan Demir (Isparta, 1926 – 1990) è stato un cestista turco.

## Carriera
Con la Turchia ha disputato i Campionati europei del 1951.